# Princípe-szigeti rigó
A Princípe-szigeti rigó (Turdus xanthorhynchus) a madarak osztályának verébalakúak (Passeriformes) rendjébe és a rigófélék (Turdidae) családjába tartozó faj.
A magyar név forrással nincs megerősítve, lehet, hogy az angol név tükörfordítása (Príncipe thrush). 

## Rendszerezése
A fajt Tommaso Salvadori olasz ornitológus írta le 1901-ben.

## Előfordulása
Afrika nyugati partjainál Príncipe szigetén honos. Természetes élőhelyei a szubtrópusi vagy trópusi síkvidéki és hegyi esőerdők.

## Természetvédelmi helyzete
Az elterjedési területe rendkívül kicsi és az emberi tevékenység miatt csökken, egyedszáma 250 példány alatti és a vadászatok miatt még ez is csökken. A Természetvédelmi Világszövetség Vörös listáján súlyosan veszélyeztetett fajként szerepel.